# Said Nursî
Said Nursi (turc otomà: سعيد نورسی ; kurd: سەعید نوورسی ‎; romanitzat Seîdê Nursî; 1877 - 23 de març de 1960), també escrit Said-i Nursî o Said-i Kurdî, i conegut comunament amb els honorífics Bediüzzaman (que significa "meravella dels temps") i Üstad (que significa "mestre") entre els seus seguidors, va ser un teòleg musulmà sunnita kurd. Els seus llibres es recullen sota el nom de Risale-i Nur ("Lletres de la llum divina"), un cos de comentaris alcorànics de més de sis mil pàgines. Creient que la ciència i la lògica modernes eren el camí del futur, va defensar l'ensenyament de les ciències religioses a les escoles seculars i les ciències modernes a les escoles religioses.
Nursi va inspirar un moviment religiós que ha tingut un paper vital en el renaixement de l'islam a Turquia i que ara compta amb diversos milions de seguidors a tot el món. Els seus seguidors sovint són coneguts com el "moviment Nurcu" o el "Nur cemaati". En una publicació de 2008, es va estimar que els adeptes de Nurcu a tot el món eren d'entre 5 i 9 milions, amb uns 5.500 dershanes o sales d'estudi on els adeptes llegeixen col·lectivament els escrits de Nursi. Molta part del coneixement que tenim de ça seva vida són exègesis pròpies o dels seus seguidors.

## Primers anys de vida
Said Nursi va néixer al poble kurd de Nurs, prop de Hizan, al Bitlis Vilayet de l'Imperi Otomà. El seu pare Mirza i la seva mare Nuriye eren tots dos Ahl al-Bayt (llinatge del profeta islàmic Mahoma).
Va començar la seva educació islàmica als nou anys, després d'admirar el seu germà gran que estudiava ciències islàmiques. Said va estudiar a les madrases del seu poble natal i més tard a les de l'est de Turquia. A vegades no congeniava amb els altres alumnes de la madrasa. Després d'un esdeveniment on 4 estudiants el van atacar alhora, va preguntar al xeic de la madrasa si el podien atacar 2 a 1 en comptes de 4 a 1. Al xeic li va agradar aquesta actitud valenta de Said i va decretar que ningú el podia tocar. Després d'aquest esdeveniment se'l coneixia com "l'alumne del xeic".
Va canviar d'una madrasa a una altra per la seva dignitat i la seva intolerància amb els altres (ja fos estudiant o professor). La llegenda explica que era molt intel·ligent i, fos el llibre que fos, el podia entendre en menys de 24 hores per molt difícil que fos el tema. Va ser capaç d'entendre 200 pàgines de llibres com "Jam-al Jawami", "Sharhul-Mawakif", "Ibnul-Hagar" en menys de 24 hores llegint-los sol. Per centrar-se en els seus estudis durant aquests anys va iniciar una dieta molt estricta i baixa en calories coneguda com a riyazat. Després d'un temps va passar a una dieta vegana total i va deixar de menjar pa.
Al cap d'un temps va anar a Sirvan, on es trobava el seu germà gran, el mullah Abdullah. El mullah Abdullah li va esmentar que va estudiar el llibre "Sharh-i-Samsi" durant la seva absència. Said va respondre que va estudiar 80 llibres. El mullah Abdullah no s'ho podia creure i va fer preguntes aleatòries d'aquells llibres. Said va poder respondre totes les preguntes del seu germà. El mullah Abdullah va quedar meravellat amb això i va començar a prendre classes del seu germà petit, sense dir-ho als altres -perquè era molt més gran que ell.
Després de quedar-se amb el seu germà durant un temps, Said va tornar a Siirt. Va anar a la madrasa del mullah Fathullah. El mullah Fathullah va esmentar a Said que estava llegint el "Süyûtî" l'any passat i li va preguntar si llegeria el "Mullah Jâmî" aquest any. Said va respondre que va acabar Jami i molts altres llibres. Said va poder respondre totes les preguntes de qualsevol llibre que el mullah Fathullah demanés. El mullah Fathullah va quedar sorprès per la seva intel·ligència.
S'e plica que podia recitar molts llibres de memòria. Per exemple: "Així que el mullah Fathullah va decidir posar a prova la seva memòria i li va lliurar una còpia de l'obra d'Al-Hariri de Bàssora (1054–1122) —també famós per la seva intel·ligència i poder de memòria— anomenada Maqamat al- Hariri. Said va llegir una pàgina una vegada, la va memoritzar i després la va repetir de memòria. Molla Fethullah va expressar la seva sorpresa".
Aquesta notícia es va estendre per tot Siirt. El mullah Fathullah va dir als estudiosos: "Un jove estudiant va venir a la meva escola i va respondre a totes les preguntes que li vaig fer. Estic sorprès per la saviesa i el coneixement que ha aconseguit a una edat tan jove!". Després d'això, els estudiosos de Siirt li van donar el títol de "Bediuzzaman" que significa "Meravella dels Temps".
Quan tenia 13 o 14 anys va completar tot el currículum de la madrasa en 3 mesos. Al pla d'estudis de la madrasa hi havia més d'un centenar de llibres, que normalment es trigava a llegir i comprendre entre 10 i 15 anys. L'enfocament de Said va ser confiar en el professor només per a les idees clau de cada llibre, més tard va dominar el que quedava al llibre amb l'autoestudi.
Més tard va ser convidat pel governador del Vilayet de Van per quedar-se a la seva residència. A la biblioteca del governador, Nursi va tenir accés a un arxiu de coneixement científic al qual no havia tingut accés anteriorment. Durant la seva estada va estudiar els principis de la història, la geografia, les matemàtiques, la geologia, la física, la química, l'astronomia i la filosofia, a més de les ciències islàmiques. També va memoritzar els llibres que va estudiar, uns 90 llibres.
Said Nursi també va aprendre el turc otomà allà. Durant aquest temps va desenvolupar un pla d'educació universitària per a les províncies orientals de l'Imperi Otomà. En combinar l'educació científica i religiosa (islàmica), s'esperava que la universitat avancés en els pensaments filosòfics d'aquestes regions.
Després de llegir un discurs als diaris pronunciat per William Gladstone, el secretari britànic per a les colònies, on va afirmar "mentre els musulmans tinguin l'Alcorà, no podrem dominar-los. Els l'hem de prendre o bé fer-los perdre el seu amor per això", Said suposadament va declarar: "Provaré i demostraré al món que l'Alcorà és un Sol etern i inesgotable!", i es va proposar escriure el seu complet Risale-i Nur, una col·lecció dels propis comentaris i interpretacions de Said Nursi de l'Alcorà i l'Islam, així com escrits sobre la seva pròpia vida.

## Nursî i la Primera Guerra Mundial

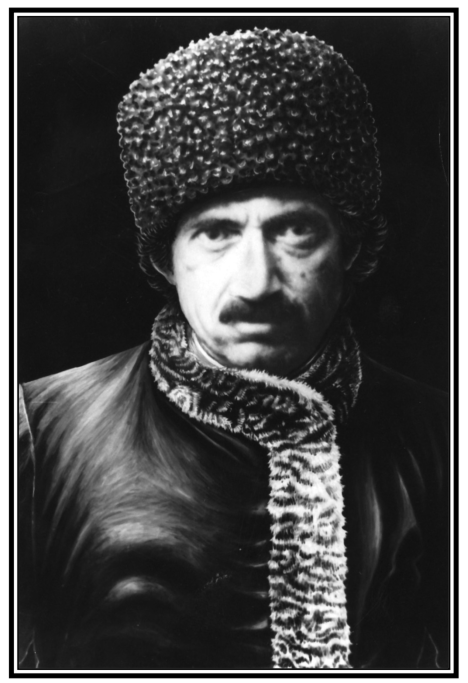
Nursî a Alemanya el 1918, després d'escapar del camp de presoners rus

Després de l'inici de la Primera Guerra Mundial, Rússia va atacar la part oriental de Turquia. Nursî amb els seus alumnes van establir una brigada de voluntaris per resistir la invasió. A la Primera Guerra Mundial, ell mateix entraria a les trinxeres malgrat els forts bombardeigs que li van valer l'admiració de les tropes que comandava. Va ser durant aquestes experiències que suposadament va escriure el seu comentari alcorànic. Un dia de combat es va trencar la cama i es va veure obligat a rendir-se a les forces russes. Va ser fet presoner per les forces russes i va passar 2 anys i mig al camp de presoners de Kostroma, al nord-est de Moscou. Durant el seu empresonament, un dia el comandant en cap rus Nicolai Nicolaevich va venir a inspeccionar el camp. Va caminar davant seu, però Nursî no es va aixecar, a diferència dels altres presoners. Va tornar a caminar, però Nursî no va fer cas a Nicolaevich. Nicolaevich li va preguntar si sabia qui era. Nursî va dir que sabia qui era, però com que és un erudit musulmà i una persona amb fe és superior a una persona sense fe, no es podia aixecar, això seria faltar el respecte a la seva pròpia fe. El tribunal marcial rus va ordenar la seva execució. Va demanar que fes la seva darrera pregària abans de l'execució. Al cap d'un parell de minuts, el van agafar i van intentar embenar-li els ulls, cosa que ell va negar, al·legant que vol mirar el paradís. Nicolaevich admirava la seva actitud valenta i entenia que la seva intenció no era insultar-lo, el seu comportament era només el respecte per si mateix. Nicolaevich va ordenar immediatament aturar l'execució i li va demanar perdó. Més tard, se li va permetre quedar-se en una mesquita tàrtara propera. Al cap d'un temps va trobar la manera d'escapar del campament rus. Va viatjar a Istanbul passant per Varsòvia, Berlín, Viena i Sofia. Va ser rebut com un heroi a Istanbul.

## Ensenyaments i moviment
"La humanitat s'enfronta a la corrupció més gran d'aquest període i al perill de la incredulitat, que és la major amenaça per a la humanitat."
Per tant, segons ell, el servei més gran en aquest període va ser el servei de rescat de la fe, i <i>Risale-i Nur</i> va acomplir aquest deure. El seu comentari argumenta que l'Alcorà abasta el coneixement que permet la ciència moderna.
Risale-i Nur aborda les qüestions fonamentals de l'existència humana, com ara l'existència de Déu, la naturalesa de l'ànima i el propòsit de la vida. Ho fa d'una manera que és alhora intel·lectualment estimulant i espiritualment edificant. Risale-i Nur no es basa en la fe cega o el misticisme. En canvi, utilitza la raó i la lògica per demostrar les veritats de la creença. Això fa que sigui accessible a persones de tots els orígens i creences.
A Risale-i Nur explica que si veus un quadre has d'assumir-ne el pintor. Una pintura no pot existir sense un pintor. La natura és art i no l'Artista. Hi ha una mà amagada en cada creació. Les extraordinàries habilitats dels animals (com les vaques que produeixen nutrients fonamentals per als humans a partir de la conversió de l'herba crua, els arbres que fan la fotosíntesi per produir sucre i portar aigua a fulles de 60 metres d'alçada, els arbres que creixen a partir d'una llavor minúscula) no es poden atribuir a ells sinó al seu Creador. Utilitza analogies, raonament i lògica per demostrar l'existència de Déu. Segons Nursî, tots els sistemes de l'univers estan interrelacionats. El dissenyador de les galàxies ha de ser el dissenyador de la Terra, dels éssers humans i de tota la resta de creació. Segons ell "el que va crear l'ull del mosquit ha de ser el que va crear el Sol"
Segons ell, el món musulmà tenia 3 enemics: la ignorància, la pobresa i la divisió. Per derrotar aquests 3 enemics, els musulmans haurien d'utilitzar 3 armes: Educació, Art i Unitat.
A més del Risale-i Nur, un factor important en l'èxit del moviment es pot atribuir al mateix mètode que Nursi havia escollit, que es pot resumir en dues frases: 'mânevî jihad', és a dir, 'jihad de la paraula' o "jihad no física" i "acció positiva". Nursi considerava que el materialisme i l'ateisme i la seva font a la filosofia materialista eren els seus veritables enemics en aquesta època de la ciència, la raó i la civilització. Els va combatre amb proves raonades al Risale-i Nur, considerant aquest llibre com la barrera més eficaç contra la corrupció de la societat causada per aquests enemics. Per tal de poder dur a terme aquesta 'jihad de la paraula', Nursi va insistir que els seus alumnes evitéssin qualsevol ús de la força i acció disruptiva. Mitjançant "l'acció positiva" i el manteniment de l'ordre i la seguretat públics, el suposat dany causat per les forces de la incredulitat podria ser "reparat" amb les veritats "curatives" de l'Alcorà. Said Nursi va viure bona part de la seva vida a la presó i a l'exili, perseguit per l'estat laic per haver-se dedicat al renaixement religiós. Va aconsellar als seus estudiants que es concentressin a difondre els llibres de Risale-i Nur i ensenyar-los a la gent fins i tot quan estaven a la presó. La major part de la col·lecció Risale-i Nur es va escriure de fet quan era a l'exili o a la presó.
L'any 1911, quan se li va preguntar què pensava sobre la idea de nomenar armenis com a governadors dels estats otomans, va respondre que no hi ha cap mal fer-ho, ja que no hi ha cap mal que els armenis siguin enginyers, rellotgers
Nursi influí en el líder incipient de la República de Turquia, Mustafa Kemal Atatürk, que va oferir a Nursi el càrrec de "ministre d'Afers Religiosos" per a les províncies orientals de Turquia per intentar assegurar-se que Nursi no s'oposaria al règim d'Atatürk, un càrrec que Nursi va rebutjar. Said Nursi va ser exiliat a la província d'Isparta per, entre altres coses, realitzar la crida a l'oració en llengua àrab. Després que els seus ensenyaments atreguessin gent de la zona, el governador d'Isparta el va enviar a un poble anomenat Barla on va escriure dos terços del seu <i>Risale-i Nur</i>. Aquests manuscrits van ser enviats a Sav, un altre poble de la regió, on la gent els va copiar en escriptura àrab (que va ser reemplaçat oficialment per l'alfabet turc modern el 1928) Després d'estar acabats, aquests llibres van ser enviats als deixebles de Nursi per tot Turquia a través del "sistema postal Nurcu". Nursi va afirmar repetidament que totes les persecucions i dificultats que li va infligir el règim laic eren benediccions de Déu i que, havent destruït l'establiment religiós formal, havien deixat sense voler-ho, l'islam popular com l'única fe autèntica dels turcs.
El període que es creu que és l'"edat d'or del Mahdi" arribarà en el futur, i després d'aquest període que durarà entre 30 i 40 anys, la irreligió tornarà a prevaler. Segons ell, el dia del judici final pot caure sobre els caps dels ateus del calendari de l'Hègira entre 1530 i 1540.

## Vida posterior
Alarmat per la creixent popularitat dels ensenyaments de Nursi, que s'havien estès fins i tot entre els intel·lectuals i els oficials militars, el govern el va detenir per presumptament violar les lleis que obligaven al laïcisme i el va enviar a l'exiliç Va ser absolt de tots aquests càrrecs el 1956.
A l'última dècada de la seva vida, Said Nursi es va instal·lar a la ciutat d'Isparta. Després de la introducció del sistema multipartidista, va aconsellar als seus seguidors que votessin pel Partit Democràtic d'Adnan Menderes, que havia restaurat una mica de llibertat religiosa. Said Nursi era un acèrrim anticomunista, denunciant el comunisme com el perill més gran de l'època. El 1956 se li va permetre imprimir els seus escrits.
Va morir d'esgotament després de viatjar a Urfa. Va ser enterrat en una tomba davant de la cova on es creu que va néixer el profeta Ibrahim (Abraham). Després del cop d'estat militar a Turquia el 1960, un grup de soldats liderats pel posterior polític de dretes Alparslan Türkeş va obrir la seva tomba i el van enterrar en un lloc desconegut prop d'Isparta durant el juliol de 1960 per tal d'evitar la veneració popular.

## En la cultura popular
Publicat el 1999, el diari de viatge de Fred Reed descriu un viatge per Turquia seguint els passos de Said Nursi.
L'any 2011 es va fer la pel·lícula turca Free Man, basada en la biografia de Nursi